# Николич, Драгомир
Драгомир Николич (сербохорв. Драгомир Николић; род. Югославия) — югославский (сербский) тренер.

## Карьера
В 1959 году Николич стал одним из членов триумвирата, возглавившего сборную Югославии по футболу. В этот триумвират также вошли Любомир Ловрич и Александар Тиранич. Под руководством тренеров сборная Югославии дошла до финала первого чемпионата Европы по футболу в 1960 году, в котором югославская сборная уступила сборной СССР. В тренерском штабе сборной Николич работал до 1961 года. Дальнейшая судьба тренера неизвестна.

## Достижение
- Вице-чемпион Европы: 1960